# Bernie Slaven
Bernard Joseph "Bernie" Slaven (Castlemilk, 13 de novembro de 1960) é um ex-futebolista irlandês, que atuava como atacante.

## Carreira
Bernie Slaven integrou a histórica Seleção Irlandesa de Futebol da Copa do Mundo de 1990. 